# Beltrán Cortés Carvajal
Beltrán Dalay Cortés Carvajal (Santa Bárbara, 21 de noviembre de 1908 - 11 de junio de 1984) fue un agricultor costarricense, conocido por ser el asesino de los doctores Ricardo Moreno Cañas y Carlos Echandi Lahmann y uno de los presidiaros más famosos y visitados del penal de la isla San Lucas, en Puntarenas.

## Infancia
Era el hermano menor de un hogar de dieciocho hijos formado por Rosendo Cortés Madrigal y Amelia Carvajal. Para 1938 vivía con su madre y tres hermanas en su casa de Santa Bárbara. Estudió los primeros grados de primaria y luego se dedicó a trabajar como agricultor. Nunca se casó ni se le conocieron hijos reconocidos. De niño sufrió un accidente en el Mercado de Heredia, cuando le cayó una puerta encima. Como resultado de ese accidente tuvo una herida en la cabeza que le dejó una cicatriz y una fractura del húmero del brazo derecho que por no ser atendida, se consolidó mal.

## Las cirugías de los Doctores. Moreno Cañas y Echandi Lahmann
A la edad de 20 años, en 1928, los doctores Moreno Cañas y Echandi Lahmann lo operan tres veces; el 1 de junio para alambrar el húmero del brazo derecho; el 23 de julio siguiente  el doctor Echandi Lahmann lo vuelve a operar y el 3 de agosto le toca el turno de nuevo al doctor Moreno Cañas. El 2 de agosto de 1929, Moreno Cañas le pone unas placas de osteosíntesis y el 4 de abril de 1932 se las extraen. El diagnóstico seguía siendo fractura del húmero derecho sin consolidar, al parecer, producto de la sífilis que padecía el paciente.

## Antecedentes penales
Fue policía en San Rafael y estando de servicio el 28 de julio de 1934, asesinó a su colega Benjamín Garita Ramírez por la espalda en un bar en San Rafael de Heredia.  Por ese asesinato fue sentenciado el 11 de junio de 1935 a 5 años de prisión en la Isla San Lucas, de los cuales no cumplió la totalidad, porque le rebajaron el trabajo en la prisión.
Al salir de prisión consiguió una recomendación del Dr. Chacón Paut y se le dio trabajo en el Asilo Chapuí, a lo cual renunció posteriormente para dedicarse a la venta ambulante de mercadería.

## El asesinato
Como resultado de las operaciones fallidas, Beltrán Cortés se fue obsesionando poco a poco con el tema y al menos un médico le habría dicho que era culpa del mal trabajo de los doctores. Un abogado le habría dicho a su vez que Moreno Cañas debería indemnizarlo por el daño que le había ocasionado. La versión que sostuvo Beltrán Cortés después del crimen fue que él se internó para operarse de una dolencia en una pierna y que Moreno Cañas lo había operado de su brazo sano para sacar un trozo de hueso e injertarlo en un paciente extranjero, dejándolo en ese estado de incapacidad.
Desde tiempo atrás del día del crimen, Beltrán Cortés había comenzado a decir cada vez con más insistencia que iba a matar a los dos médicos, lo que motivó advertencias de su madre para que lo internaran en el Asilo Chapuí.
Cortés compró un arma a un policía amigo y el 23 de agosto de 1938 a las 7:30 de la noche se dirigió a la casa del doctor Moreno Cañas y tocó la puerta. Al salir la empleada doméstica, entró a la casa detrás de ella para toparse con el doctor en la sala de su casa y dispararle tres veces. Escapó del lugar y se dirigió a la casa del doctor Echandi Lahmann, preguntando incluso por la dirección de la que no se acordaba bien. Al llegar a la casa del segundo doctor, llamó a la puerta y preguntó al criado por él. Carlos Manuel Echandi salió a la puerta vestido y con sombrero, pues ya se escuchaba en la radio la noticia de la muerte de Moreno Cañas e iba para la escena del crimen, cuando en el portal de su propia casa le hicieron dos disparos, uno que dio en la puerta y otro que le dio en el pecho, matándolo en el acto. En su escape, Beltrán Cortés mató además al canadiense Arthur Maynard e hirió gravemente a Egérico Vargas Loría y a Rodolfo Quirós antes de ser atrapado.

## Presidio de San Lucas
En agosto de 1938, Beltrán Cortés es condenado por tiempo indeterminado a pena de cárcel y se le envía a la Isla San Lucas. En ese lugar, el presidente León Cortés Castro manda construir una celda de dos metros cuadrados exclusivamente para él, donde quedaba expuesto a las miradas de los visitantes a la isla. Así, durante muchos años los turistas que llegaban a Puntarenas eran llevados en un tour a la isla para ver a Beltrán Cortés exhibido en una jaula.  
El escritor José León Sánchez hace una semblanza de él en la novela «La isla de los hombres solos», llamándolo «Ciriaco». En una visita del presidente Otilio Ulate Blanco (1949-1953) al presidio, dio la orden de que lo sacaran de esa celda y lo dejaran con los demás presos. Durante la administración Figueres Ferrrer (1970-1974) se reformó el Código Penal y se estableció que la pena máxima en Costa Rica eran 30 años de cárcel. Como Beltrán Cortés llevaba ya 32 años en prisión fue puesto en libertad de inmediato.

## Fallecimiento
Falleció en Santa Bárbara de Heredia, el 11 de junio de 1984 a los 75 años de edad, de cáncer de próstata, en la casa de su hermana.